# Madden NFL 12
Madden NFL 12 är ett amerikanskt fotbollsspel baserat på National Football League publicerad av EA Sports och utvecklad av EA Tiburon. Den släpptes den 30 augusti 2011 i Nordamerika och Asien, 1 september 2011 i Australien och 2 september 2011 i Europa. Den var tillgänglig den 27 augusti 2011 till EA Sports Season-biljettabonnenter för en tre dagars provperiod. Det var det sista Madden NFL-spelet som skulle släppas på PlayStation 2 och PlayStation Portable.